# Australodendrophagus
Australodendrophagus es un género de coleópteros polífagos perteneciente a la familia Silvanidae. Su única especie es: Australodendrophagus australis (Erichson, 1842). Es originaria de Australia.